# Салина, Надежда Васильевна
Наде́жда Васи́льевна Са́лина (30 августа (11 сентября) 1864 — 4 апреля 1956) — российская певица (сопрано). Заслуженная артистка императорских театров (1908). Мать композитора А. И. Юрасовского.

## Биография

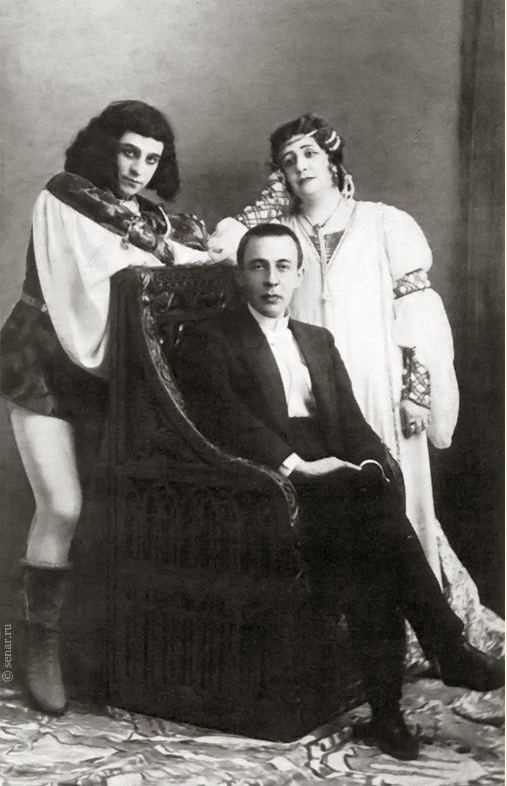
Н. В. Салина и Г. А. Бакланов
с С. В. Рахманиновым во время первой постановки оперы «Франческа да Римини» 1906 г.

Родилась 30 августа (11 сентября) 1864 года в семье артистов: отец — скрипач Василий Захарович Салин (1842—1907), мать — актриса М. И. Самарина.
В 1880—1884 годах училась в Санкт-Петербургской консерватории: класс пения Е. Ф. Цванцигер, а затем — 2,5 месяца у Пьетро Репетто и, после исключения из консерватории и восстановления в ней, — у Камилло Эверарди; класс фортепьяно С. А. Малоземовой). Уже в эти годы она стала выступать на концертах. Позже совершенствовалась во Флоренции, в Париже (у П. Виардо-Гарсия, М. Ж. Д. Арто и др.). 
По рекомендации А. Рубинштейна была принята в Московскую частную русскую оперу С. Мамонтова (дебютировала 9 января 1885 года в партии Наташи в «Русалке» А. Даргомыжского). Исполняла партии Эллен («Лакме» Л. Делиба, 1885), Кризы («Нерон» А. Рубинштейна, 1887). Одновременно, совершенствовала своё мастерство: неоднократно брала уроки в Париже у Полины Виардо и во Флоренции у Луиджи Ваннуччини (1887, 1888, 1893).
В 1888 году была приглашена в Московскую императорскую труппу; до 1908 года была солисткой Большого театра. Дебютировала в партии Маргариты в опере «Фауст» Ш. Гуно; в сезоне 1892/93 гг. гастролировала на сцене петербургского Мариинского театра, в 1902 году — в Праге.
Салина была первой исполнительницей партий: Бьянки («Алая роза» Н. Кроткова, 2-я ред., 1886), Катарины Бригадини («Анджело» Ц. Кюи, 2-я ред., 1901), Настасьи Микуличны («Добрыня Никитич» А. Гречанинова, 1903), Дамаянти («Наль и Дамаянти» А. Аренского, 1904), Франчески («Франческа да Римини» С. В. Рахманинова, 1906). Она считалась одной из лучших исполнительниц на русской сцене партии Лизы в («Пиковой даме» П. Чайковского; эта роль была поручена певице по желанию композитора; она стала одной из первых исполнительниц на сцене Большого театра. Оперный репертуар певицы насчитывал свыше 52 партий.
В 1904 году вошла в состав 1-го московского квартета, выступавшего с концертами в Малом зале Дворянского собрания.
В 1918 году Надежда Салина исполнила сольную партию в «Stabat Mater» Дж. Россини на торжественном вечере во МХАТе, на сороковой день смерти С. И. Мамонтова.
Известный музыкальный критик С. Н. Кругликов отмечал: «Госпожа Салина — прелестная певица. Она образец школы, пример для начинающих. Передача её исполнена мягкости и вкуса и как свеж этот неменяющийся голос». А. К. Глазунов посвятил ей романс «Птичка».
Завершив артистическую карьеру в 1908 году, стала преподавать в Музыкально-драматическом училище Московского филармонического общества. В 1922—1924 годах преподавала в Московской консерватории, в 1930 году — на курсах в ГИМНе, в 1932 — в Первом музыкальном политехникуме. В 1941 году ею была написана книга воспоминаний «Жизнь и сцена».
Похоронена вместе с мужем, известным врачом-акушером Иваном Константиновичем Юрасовским, на Измайловском кладбище в Москве. Её сын — композитор и дирижёр А. И. Юрасовский.